# Santa Ana (distrito de Castrovirreyna)
Santa Ana é um distrito do Peru, departamento de Huancavelica, localizada na província de Castrovirreyna.

## Transporte
O distrito de Santa Ana é servido pela seguinte rodovia:
- HV-115, que liga a cidade de Lircay  ao distrito
- PE-28D, que liga o distrito de Huancano (Região de Ica) à cidade de Huancavelica (Região de Huancavelica) [1][2][3]